# 2014-es labdarúgó-világbajnokság-selejtező (UEFA – pótselejtezők)
A 2014-es labdarúgó-világbajnokság-selejtező, európai pótselejtezőjébe az első forduló nyolc legjobb csoportmásodikja került. A kilencedik csapat kiesett.

## Csoportmásodikok sorrendjének meghatározása
Egy csoportban (I csoport) csak öt csapat vett részt, ezért az A–H csoportok második helyén végzett csapatok esetén a csoportjukban hatodik helyezett csapat elleni eredményeket nem kellett figyelembe venni a rangsorolásnál.
| Hely. | Cs | Csapat        | M | Gy | D | V | G+ | G– | Gk | P  | Továbbjutás                      |
| ----- | -- | ------------- | - | -- | - | - | -- | -- | -- | -- | -------------------------------- |
| 1.    | G  | Görögország   | 8 | 6  | 1 | 1 | 9  | 4  | +5 | 19 | Továbbjutott a második fordulóba |
| 2.    | I  | Franciaország | 8 | 5  | 2 | 1 | 15 | 6  | +9 | 17 | Továbbjutott a második fordulóba |
| 3.    | F  | Portugália    | 8 | 4  | 3 | 1 | 15 | 8  | +7 | 15 | Továbbjutott a második fordulóba |
| 4.    | H  | Ukrajna       | 8 | 4  | 3 | 1 | 11 | 4  | +7 | 15 | Továbbjutott a második fordulóba |
| 5.    | C  | Svédország    | 8 | 4  | 2 | 2 | 15 | 13 | +2 | 14 | Továbbjutott a második fordulóba |
| 6.    | E  | Izland        | 8 | 4  | 2 | 2 | 15 | 14 | +1 | 14 | Továbbjutott a második fordulóba |
| 7.    | D  | Románia       | 8 | 4  | 1 | 3 | 11 | 12 | −1 | 13 | Továbbjutott a második fordulóba |
| 8.    | A  | Horvátország  | 8 | 3  | 2 | 3 | 9  | 8  | +1 | 11 | Továbbjutott a második fordulóba |
| 9.    | B  | Dánia         | 8 | 2  | 4 | 2 | 9  | 11 | −2 | 10 |                                  |

## Sorsolás
A második forduló sorsolását 2013. október 21-én tartották. A nyolc csapatot a 2013 októberi FIFA-világranglista alapján emelték ki. Négy párosítást sorsoltak, a csapatok oda-visszavágós rendszerben mérkőztek meg. A párosítások győztesei kijutottak a 2014-es labdarúgó-világbajnokságra. A mérkőzéseket 2013. november 15-én és november 19-én játszották.
Zárójelben a csapatok 2013 októberi FIFA-világranglista helyezése olvasható.
| Kiemelt                                                                     | Nem kiemelt                                                             |
| --------------------------------------------------------------------------- | ----------------------------------------------------------------------- |
| - Portugália (14.) - Görögország (15.) - Horvátország (18.) - Ukrajna (20.) | - Franciaország (21.) - Svédország (25.) - Románia (29.) - Izland (46.) |

## Párosítások
| 1. csapat   | Össz.Tooltip Aggregate score | 2. csapat     | 1. mérk. | 2. mérk. |
| ----------- | ---------------------------- | ------------- | -------- | -------- |
| Portugália  | 4–2                          | Svédország    | 1–0      | 3–2      |
| Ukrajna     | 2–3                          | Franciaország | 2–0      | 0–3      |
| Görögország | 4–2                          | Románia       | 3–1      | 1–1      |
| Izland      | 0–2                          | Horvátország  | 0–0      | 0–2      |

| 2013. november 15. 20:45 |

| Portugália  | 1–0               | Svédország |
| ----------- | ----------------- | ---------- |
| Ronaldo 82' | (0–0) Jegyzőkönyv |            |

| Estádio da Luz, Lisszabon Nézőszám: 61 467 Játékvezető: Nicola Rizzoli (olasz) |

| 2013. november 19. 20:45 (UTC+1) |

| Svédország          | 2–3               | Portugália          |
| ------------------- | ----------------- | ------------------- |
| Ibrahimović 68' 72' | (0–0) Jegyzőkönyv | Ronaldo 50' 77' 79' |

| Friends Arena, Solna Nézőszám: 49 766 Játékvezető: Howard Webb (angol) |

| 2013. november 15. 20:45 |

| Ukrajna                                                   | 2–0               | Franciaország   |
| --------------------------------------------------------- | ----------------- | --------------- |
| Zozulja 61' Jarmolenko 82' (11-esből) Kucser 90+1′, 90+5′ | (0–0) Jegyzőkönyv | Koscielny 90+1′ |

| Olimpiai Stadion, Kijev Nézőszám: 67 732 Játékvezető: Cüneyt Çakır (török) |

| 2013. november 19. 21:00 (UTC+1) |

| Franciaország                             | 3–0               | Ukrajna |
| ----------------------------------------- | ----------------- | ------- |
| Sakho 22' Benzema 34' Huszjev 72' (öngól) | (2–0) Jegyzőkönyv |         |

| Stade de France, Saint-Denis Nézőszám: 77 098 Játékvezető: Damir Skomina (szlovén) |

| 2013. november 15. 20:45 |

| Görögország                        | 3–1               | Románia                     |
| ---------------------------------- | ----------------- | --------------------------- |
| Mítroglu 14' 66' Szalpingídisz 20' | (2–1) Jegyzőkönyv | Stancu 19' Lazar 88′, 90+2′ |

| Karaiszkákisz-stadion, Pireusz Nézőszám: 26 200 Játékvezető: Pedro Proença (portugál) |

| 2013. november 19. 21:00 (UTC+2) |

| Románia                 | 1–1               | Görögország  |
| ----------------------- | ----------------- | ------------ |
| Toroszídisz 55' (öngól) | (0–1) Jegyzőkönyv | Mítroglu 23' |

| Arena Națională, Bukarest Nézőszám: 49 793 Játékvezető: Milorad Mažić (szerb) |

| 2013. november 15. 20:00 |

| Izland       | 0–0         | Horvátország |
| ------------ | ----------- | ------------ |
| Skúlason 50′ | Jegyzőkönyv |              |

| Laugardalsvöllur, Reykjavík Nézőszám: 9767 Játékvezető: Alberto Undiano Mallenco (spanyol) |

| 2013. november 19. 20:15 (UTC+1) |

| Horvátország               | 2–0               | Izland |
| -------------------------- | ----------------- | ------ |
| Mandžukić 27' 38′ Srna 47' | (1–0) Jegyzőkönyv |        |

| Maksimir Stadion, Zágráb Nézőszám: 22 612 Játékvezető: Björn Kuipers (holland) |